# Кодр
Кодр (грец. Κόδρος, 1089 до н. е. — 1068 до н. е.) — цар іонійців, останній цар Аттики, син Меланта.
Мав синів Медонта, Нелея, Андрокла, Андремона, Кідрела, Кнопа, Дамаса, Дамасихтона, і Промета.
Під час правління на Аттику напали дорійці, швидше за все з Аргоса. Якщо вірити легенді, Кодр дізнався про пророцтво, яке нібито афінянам перемогу лише в тому випадку, якщо загине їхній володар. І тому сам вирушив до стану дорійців, прикидаючись волоцюгою. Нападники про пророцтво знали, але гадки не мали, що старий, який плутався в них під ногами, — сам Кодр. Тому вбили нахабного жебрака, і лише після цього з'ясували, що розправився з афінським володарем.
Налякані дорійці вирішили за краще відступити й обмежилися захопленням Мегар, що лежали на їхньому шляху. А афіняни після поховання Кодра вирішили взагалі скасувати царську владу.